# Круглов, Юрий Владимирович
Юрий Владимирович Круглов (род. 16 ноября 1959, Куйбышев) — советский самбист, бронзовый призёр первенства РСФСР среди юношей, победитель первенства РСФСР среди юниоров, чемпион и призёр чемпионатов СССР, победитель и призёр розыгрышей Кубка СССР, чемпион мира, обладатель Кубка мира в командном зачёте, мастер спорта СССР международного класса. Выступал в легчайшей весовой категории (до 52 кг). Наставником Круглова был Н. Ф. Петров.

## Спортивные результаты
- Чемпионат СССР по самбо 1978 года — ;
- Абсолютный чемпионат СССР по самбо 1978 года — ;
- Чемпионат СССР по самбо 1979 года — ;
- Кубок СССР по самбо 1980 года — ;
- Кубок СССР по самбо 1982 года — ;
- Чемпионат СССР по самбо 1982 года — ;